# پیتسبورگ (اورگن)
پیتسبورگ (به انگلیسی: Pittsburg) یک منطقهٔ مسکونی در ایالات متحده آمریکا است که در شهرستان کلمبیا، اورگن واقع شده‌است. پیتسبورگ ۱۷۸٫۰۱ متر بالاتر از سطح دریا واقع شده‌است.